# 五街道 (伯明罕)
五街道（Five Ways）是英國城市伯明翰市中心的新街火车站（New Street Station）到伯明翰大学（University of Birmingham）之间的唯一一站。附近有很多酒吧，电影院，赌场，是伯明翰夜生活的一个主要中心。